# Alegre caballero (álbum)
Alegre caballero es el decimonoveno álbum solista de estudio de Rubén Rada. Fue grabado en agosto de 2002 en Buenos Aires y editado ese mismo año por Zapatito Discos y EMI en Uruguay y Argentina.

## Historia
Luego del éxito de Quién va a cantar (cuádruple Disco de Platino en Uruguay y Disco de Oro en Argentina) Rada se vio en la disyuntiva de volver a grabar un disco comercial o hacer otro tipo de música. Se decidió por la primera opción por lo que repitió el equipo de producción, Cachorro López y Sebastián Schon, que simplificaron la música para favorecer la difusión.
A diferencia del álbum anterior esta vez los temas no eran todos nuevos. Rada volvió a grabar dos canciones de otros momentos de su carrera musical: “Adiós a la rama” de La Rada (1981) y “Terapia de murga” de Terapia de murga (1991), con la murga Contrafarsa como invitada, canción que ya habían tocado juntos en el Concierto por la vida. Además, “La comparsa de los bichos” la compuso con Horacio Buscaglia, con quien había comenzado a producir discos infantiles, y luego fue incluida en el disco infantil Rubenrá de 2003.
Se realizaron videos para las canciones “Alegre caballero” (que fue el principal éxito del disco), “Delirantes” (que formó parte de la banda de sonido de la película Samy y yo) y “Ay! Amor”.
Alegre caballero fue Disco de Platino en Uruguay y recibió en 2003 un Premio Gardel como Mejor álbum artista masculino pop. La canción "Será posible" recibió en dicha premiación una nominación como canción del año.
Hugo Fattoruso elogió el bolero "Hace más tiempo que tú".
En 2010 el álbum fue reeditado en Uruguay por Montevideo Music Group con la pista adicional “Porque te quiero así”, canción perteneciente a la telenovela uruguaya Porque te quiero así, donde Rada formaba parte del elenco.

## Lista de canciones
1. Alegre caballero
2. Será posible
3. Para que jugar
4. Delirantes
5. Hace más tiempo que tú
6. La comparsa de los bichos
7. Si pudiera amarte
8. Terapia de murga
9. Ay! amor
10. Adiós a la rama
11. Porque te quiero así. Bonus track (solo en reedición de 2010).

## Videoclips
- 2002: Alegre caballero
- 2003: Será posible

## Ficha técnica
- Voz, percusión, coros y arreglos: Rubén Rada
- Programación y arreglos: Cachorro López
- Guitarra, saxos, teclados, programación y arreglos: Sebastián Schon
- Teclados, piano, piano Rhodes, acordeón y arreglos: Andrés Arnicho
- Guitarra: Federico "Gamuza" Navarro
- Guitarra y programación: Nicolás Ibarburu
- Guitarra: Lucho González
- Bajo: Federico Righi
- Bajo: Guillermo Vadalá
- Batería. Nelson Cedréz
- Trompeta: Richard Nant
- Trombón: Bebe Ferreyra
- Percusión: Nicolás Arnicho Perazza
- Percusión: Facundo Guevara
- Tambor piano: Fernando "Lobo" Núñez
- Tambor chico: Jorge "Foqué" Gómez
- Tambor repique: Noé Núñez
- Coros: Lea Bensassón
- Coros: Sara Sabah
- Arreglos: Carlos Villavicencio
- Arreglos y dirección de voces en "Terapia de murga": Edu "Pitufo" Lombardo
- Preproducción musical: Rubén Rada, Andrés Arnicho y Nicolás Ibarburu
- A&R: Lea Bensasson
- Asistente de producción: Andrea Carlone y Fabiana Alonso.
- Grabado en agosto de 2002, por Sebastián Schon en Buenos Aires, Argentina, en estudio "Monostéreo" con la asistencia de Damian Nava.
- "La comparsa de los bichos" y "Terapia de murga" grabados en Montevideo, Uruguay en estudio "Octopus" por Daniel Báez, con la asistencia de Diego "Bebote" Verdier.
- Mezclado por Mariano López con la asistencia de Gonzalo Rainoldi en estudios "El Pie", Bs. As, Argentina.
- Masterizado en "Mr. Master", Bs. As, Argentina, por Eduardo Bergallo.
- Todos los temas compuestos por Rubén Rada excepto "La comparsa de los bichos" de Rubén Rada y Horacio Buscaglia.
- Dirección de arte y diseño: Alejandro Siccardi
- Fotografía: Matilde Campodónico.
- Modelo: Bilú.
- Maquillaje y vestuario: Rosina Molinolo.
- Producido por Cachorro López y Sebastián Schon para Zapatito Discos.